# ويليام شيبرد (سياسي أمريكي، مواليد 1737)
ويليام شيبرد هو سياسي أمريكي، ولد في 1 ديسمبر 1737 في ويستفيلد في الولايات المتحدة، وتوفي بنفس المكان في 16 نوفمبر 1817. نشط حزبياً في الحزب الفيدرالي الأمريكي. وقد انتخب عضو مجلس نواب ماساتشوستس ‏ وانتخب عضو مجلس النواب الأمريكي ‏.